# Sájter Laura
Sájter Laura (Négyfalu, 1962. július 2. –) romániai magyar nyelvész.

## Életpályája
A brassói Unirea Líceumban érettségizett (1981); a kolozsvári BBTE Bölcsészettudományi Karán szerzett tanári oklevelet (1987), majd ugyanott doktorált a magyar szecessziós dráma stílusáról írott, Szomory Dezső Péntek este, Molnár Ferenc A testőr és Babits Mihály A második ének című drámáit elemző dolgozatával. Tanári pályafutását Iaşi megyében, a mironeai általános iskolában kezdte (1986–87), majd Ditróban (1988–89), később Szecselevárosban az Electroprecizia szakiskolában (1990–93) és a Zajzoni Rab István középiskolában folytatta. 2000-ben Magyarországra települt.
Középiskolás korában cikkeket közölt az Ifjúmunkásban. Egyetemi évei alatt bekapcsolódott a Szabó Zoltán vezette stilisztikai kutatásokba. A magyar szecessziós drámairodalom stílussajátosságaival foglalkozott.

## Tanulmányai (válogatás)
- A szecessziós színmű elméleti megközelítései (NyIrK, 1990/1);
- A cselekmény szecessziós elváltozásai Szomory Dezső korai színműveiben (NyIrK, 1990/2);
- Keresztény motívumok a magyar szecessziós drámairodalomban (in: A magyar művelődés és a kereszténység. Budapest–Szeged–Róma–Nápoly, 1996);
- Szecessziós sajátosságok Babits Mihály Második ének című drámájában (in: Tanulmányok a magyar irodalmi szecesszió stílusáról. Szerk. Szabó Zoltán. Budapest, 2001);
- A prosopopoeia Maeterlinck A kék madár című drámájában (in: Nyelvek és nyelvváltozatok. Köszöntő kötet Péntek János tiszteletére. Kolozsvár, 2007. II. 239–251).
- Önálló kötete: A magyar szecessziós dráma stílusa. Kolozsvár, 1999 = ETF 227.